# Паул от Кърнов
Паул от Кърнов или Паул фон Харах (на немски: Paul von Jägerndorf (Harrach); * вероятно в Кърнов; † 31 юли 1377, Фрайзинг) е епископ на Гурк (1352 – 1359) в Каринтия и княжески епископ на Фрайзинг (1359 – 1377).

## Произход и духовна кариера
Той е син на Теодорих (Дитрих) фон Харах († 1336) и съпругата му Кунигунда. Внук е на рицар Бохоник фон Харах. Брат е на Петер Харахер († сл. 1376), Крафто фон Харах, Теодерих фон Харах, Бернхард фон Харах, Вуско (Бушко) фон Харах, Йохан фон Харах († сл. 1371), Удалрих фон Харах († 1401), Берта и Агнес фон Харах. Чичо е на Бернхард фон Харах († 1433) от Долна Австрия.
Паул е секретар, каплан и пратеник в папския двор в Авиньон на служба на унгарския крал Лудвиг I/Лайош I. Той е магистер и от 1350 г. архидякон в Нитра, след това катедрлен господар във Вроцлав/Бреслау.
Паул е избран за епископ на Гурк в Австрия на 24 октомври 1351 г. след смъртта на епископ Улрих фон Вилдхауз († 26 август 1351). Епископ Паул получава от папата важни дипломатически мисии. На 15 май 1359 г. той е избран за епископ на Фрайзинг в Бавария след смъртта на епископ Алберт фон Хоенберг († 25 април 1359).
Той умира на 31 юли 1377 г. след 18 годишно управление.